# Во-Соль
Во-Соль (фр. Vaux-Saules) — коммуна во Франции, находится в регионе Бургундия. Департамент коммуны — Кот-д’Ор. Входит в состав кантона Сен-Сен-л’Аббеи. Округ коммуны — Дижон.
Код INSEE коммуны — 21659.

## Население
Население коммуны на 2010 год составляло 191 человек.
| 1962 | 1968 | 1975 | 1982 | 1990 | 1999 | 2010 |
| ---- | ---- | ---- | ---- | ---- | ---- | ---- |
| 163  | 150  | 128  | 105  | 111  | 133  | 191  |

## Экономика
В 2010 году среди 111 человек трудоспособного возраста (15—64 лет) 80 были экономически активными, 31 — неактивными (показатель активности — 72,1 %, в 1999 году было 74,1 %). Из 80 активных жителей работали 78 человек (40 мужчин и 38 женщин), безработных было 2 (1 мужчина и 1 женщина). Среди 31 неактивных 11 человек были учениками или студентами, 14 — пенсионерами, 6 были неактивными по другим причинам.